# 圣罗曼昂加勒
圣罗曼昂加勒（法語：Saint-Romain-en-Gal，法語發音：[sɛ̃ ʁɔmɛ̃ ɑ̃ ɡal]）是法国罗讷省的一个市镇，属于里昂区。

## 地理
圣罗曼昂加勒（45°31'57"N, 4°51'43"E）面积13.39 平方千米，位于法国奥弗涅-罗讷-阿尔卑斯大区罗讷省，该省份为法国中东部省份，北起顺时针与索恩-卢瓦尔省、安省、里昂大都会、伊泽尔省和卢瓦尔省接壤。
与圣罗曼昂加勒接壤的市镇（或旧市镇、城区）包括：塞叙埃勒、維埃納、罗讷河畔卢瓦尔、圣科隆布、罗讷河畔圣西尔。

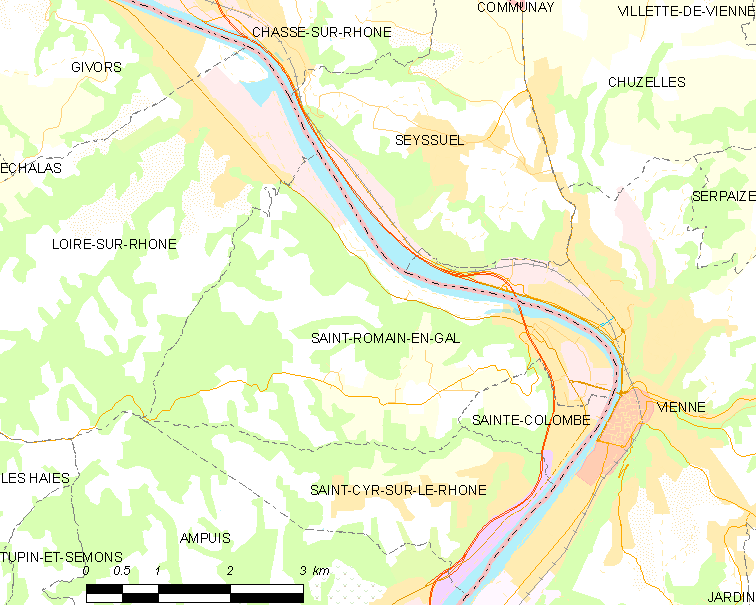
圣罗曼昂加勒的OSM定位图

圣罗曼昂加勒的时区为UTC+01:00、UTC+02:00（夏令时）。

## 行政
圣罗曼昂加勒的邮政编码为69560，INSEE市镇编码为69235。

## 政治
圣罗曼昂加勒所属的省级选区为莫尔南县。

## 人口

1962-2008年间圣罗曼昂加勒人口变化图示

圣罗曼昂加勒于2022年1月1日时的人口数量为1990人。